# Septembrie 1995
Acest articol este generat integral pe baza informațiilor din articolul 1995 și este actualizat periodic de un robot.
 Editările făcute în articol vor fi șterse la următoarea actualizare! Dacă doriți să faceți modificări, editați articolul-sursă.

ianuarie -
februarie -
martie -
aprilie -
mai -
iunie -
iulie -
august -
septembrie -
octombrie -
noiembrie -
decembrie
Septembrie 1995 a fost a noua lună a anului și a început într-o zi de vineri.

## Evenimente
- 8 septembrie: Corneliu Vadim Tudor anunță, într-o conferință de presă, că PRM se va prezenta la alegeri cu devizele „Unire în belșug“ și „Doi ani de regim autoritar“.[1]
- 26 septembrie: La Casa Albă are loc întâlnirea între președinții Ion Iliescu și Bill Clinton în cursul căreia sunt abordate probleme de o maximă importanță pentru România: permanentizarea clauzei națiunii celei mai favorizate, colaborarea economică și militară cu SUA.
- 26 septembrie: Banca Mondială acordă României un împrumut de 180 de milioane de dolari.
- 27 septembrie: Ia ființă Uniunea Social-Democrată prin semnarea unui acord de colaborare politică între liderii PD și PSDR, respectiv Petre Roman și Sergiu Cunescu. Sigla noii formațiuni înfățișează două mâini care se strâng ținând un trandafir.

## Nașteri
- 3 septembrie: Dorina Korsós, handbalistă maghiară
- 3 septembrie: Niklas Süle, fotbalist german
- 8 septembrie: Julian Weigl, fotbalist german
- 11 septembrie: Antoni Ivanov, fotbalist bulgar
- 19 septembrie: Liliana Venâncio, handbalistă angoleză
- 23 septembrie: Connor Roberts (fotbalist, născut 1995), fotbalist britanic
- 23 septembrie: Eli Dershwitz, scrimer american
- 27 septembrie: Lena Beyerling, actriță germană
- 27 septembrie: Q16735453, jucător de tenis japonez

## Decese
Simona Arghir (n. Simona Dora Arghir Sandu), 46 ani, handbalistă română (n. 1948)
Keith Wayne (Ronald Keith Hartman), 50 ani, actor american (n. 1945)
Charles Denner, 69 ani, actor francez (n. 1926)
Eiji Okada, 75 ani, actor japonez (n. 1920)
Gunnar Nordahl, 73 ani, fotbalist suedez (n. 1921)
Sasha Argov, 80 ani, compozitor israelian (n. 1914)